# Корамський сільський округ
Кора́мський сільський округ (каз. Қорам ауылдық округі, рос. Корамский сельский округ) — адміністративна одиниця у складі Єнбекшиказахського району Алматинської області Казахстану. Адміністративний центр — село Корам.
Населення — 6479 осіб (2021; 5979 у 2009, 5236 у 1999, 4672 у 1989).
Станом на 1989 рік існувала Корамська сільська рада (село Корам) колишнього Чиліцького району.